# Trò chơi năm 1974
Trang này liệt kê các board game, trò chơi thẻ bài, wargame, trò chơi mô hình thu nhỏ, và trò chơi nhập vai tabletop xuất bản năm 1974. Đối với trò chơi điện tử, xem Trò chơi điện tử năm 1974.

## Trò chơi phát hành hoặc phát minh năm 1974
- 1776[1]
- Contigo
- Dungeons & Dragons
- Empire of the Petal Throne
- Hotels
- King Oil
- Kingmaker
- Napoleon
- Panzer Leader
- Rise and Decline of the Third Reich
- Starguard!
- Stellar Conquest
- The War of the Worlds II
- Warriors of Mars
- Wooden Ships and Iron Men[2]

## Giải thưởng trò chơi được trao năm 1974
- Charles S. Roberts Award for Best Professional Game of 1974: Rise and Decline of the Third Reich

## Sự kiện lớn liên quan đến trò chơi năm 1974
- West End Games được thành lập.